# Atopsyche callosa
Atopsyche callosa är en nattsländeart som först beskrevs av Luisa Eugenia Navas 1924.  Atopsyche callosa ingår i släktet Atopsyche och familjen Hydrobiosidae. Inga underarter finns listade i Catalogue of Life.